# ویشگراد (استان کرجالی)
ویشگراد (به بلغاری: Vishegrad) یک منطقهٔ مسکونی در بلغارستان است که در شهرستان کاردژالی واقع شده‌است.